# Тинклер, Эрик
Эрик Тинклер (англ. Eric Tinkler; род. 30 июля 1970, Рудепурт, Трансвааль) — южноафриканский футболист, полузащитник. Победитель кубка африканских наций 1996 года. Главный тренер ФК «Кейптаун Сити».

## Клубная карьера
В 1990 году начал карьеру в Национальной футбольной лиге ЮАР. В 1992 году полузащитник перешёл в «Викторию» из Сетубала, за которую играл два сезона во втором дивизионе и два сезона в первом. В 1996 году перешёл в «Кальяри», за который он сыграл 20 матчей в Серии А. Летом 1997 года перешёл в клуб английской Премьер-лиги «Барнсли» за 650 тысяч фунтов. Первый матч в премьер-лиге провёл 9 августа 1997 года против «Вест Хэма» (поражение со счётом 1-2). Первый гол за клуб южноафриканский футболист забил в матче против «Болтона» 27 августа 1997 года. «Барнсли» тогда выиграл со счётом 2-1. В сезоне 1997/98 Эрик сыграл 29 (25 в премьер-лиге, 2 в кубке, 2 в кубке лиги) и забил 2 мяча (2 в премьер-лиге), «Барнсли» занял 19 место и вылетел в первый дивизион. Эрик Тинклер играл в первом дивизионе до 2002 года. В 2002—2005 играл за португальский клуб третьего дивизиона «Кальдас». В 2005 году Эрик вернулся в «Витс Юниверсити» и помог команде выиграть второй дивизион и выйти в премьер-лигу.

## Карьера в сборной
В 1996 году сыграл 6 матчей в кубке африканских наций и помог сборной выиграть турнир. В 1997 году полузащитник сыграл 1 матч на кубке конфедераций ФИФА, сборная ЮАР заняла последнее место в группе и не вышла в полуфинал турнира. В 2000 году Эрик Тинклер сыграл 5 матчей в кубке африканских наций, его команда заняла 3 место. В 2002 году южноафриканский полузащитник сыграл 4 матча в кубке африканских наций. Сборная  проиграла сборной Мали в четвертьфинале со счётом 0-2 и покинула турнир.

## Тренерская карьера
После завершения карьеры Эрик стал ассистентом главного тренера в «Бидвест Витс» и занимал эту должность до 20 сентября 2012 года. С 20 сентября 2012 года Эрик работал в «Орландо Пайретс» как ассистент. В 2015—2016 гг. он был главным тренером «Орландо Пайретс». В сезоне 2016/17 он тренировал «Кейптаун Сити» и выиграл кубок лиги ЮАР, победив в финале «Суперспорт Юнайтед» со счётом 2-1. В 2017 году возглавил «Суперспорт Юнайтед" и выиграл кубок Восьми.

## Достижения
Игрок
- Победитель Кубка африканских наций: 1996
- Чемпион Второго дивизиона ЮАР: 2005/06

Тренер
- Обладатель Кубка лиги ЮАР: 2016
- Обладатель Кубка Восьми: 2017